# يانغي حيات
يانغي حيات هي بلدة في مقاطعة قزيريق في ولاية صرخنداريا في أوزبكستان.